# 内藤信有
内藤 信有（ないとう のぶすみ）は、江戸時代中期の旗本。陸奥国内藤家棚倉藩の分家当主・内藤信全の養子。
寛文13年（1673年）7月11日に遺領を継ぎ、同年徳川家綱に御目見した。同5年定火消となり、また布衣の着用を許された。貞享2年（1685年）小姓組番頭となる。同3年従五位下筑後守に叙任されたが、元禄1年（1688年）10月26日、配下の不祥事の責を問われて謹慎となり、のち許されて小普請に入れられた。
元禄11年（1698年）3月7日、常陸国の采地を改めて、駿河国富士郡および駿東郡の内に移された。
享保17年2月29日、江戸において死去した。享年86。法名は直岸。葬地は三田浄閑寺とされている（「寛政譜」）。